# Parlement (métro léger d'Ottawa)
Parlement (en anglais : Parliament) est une station de train léger située à Ottawa, Ontario (Canada). Elle est située sur la ligne 1 du réseau O-Train.
C'est la seule station du réseau portant un nom différent dans chacune des langues officielles du Canada.

## Emplacement
La station est située sous la rue Queen, à la hauteur de la rue O'Connor au centre-ville d'Ottawa. Elle est localisée près de la colline du Parlement, du mail de la rue Sparks, du Monument commémoratif de guerre du Canada, du World Exchange Plaza, de plusieurs hôtels, de la rue Bank et des autres artères marchandes,.
En raison de sa localisation centrale, la station est conçue afin d'accommoder le plus grand flux de passagers de tout le réseau O-Train.

## Aménagement

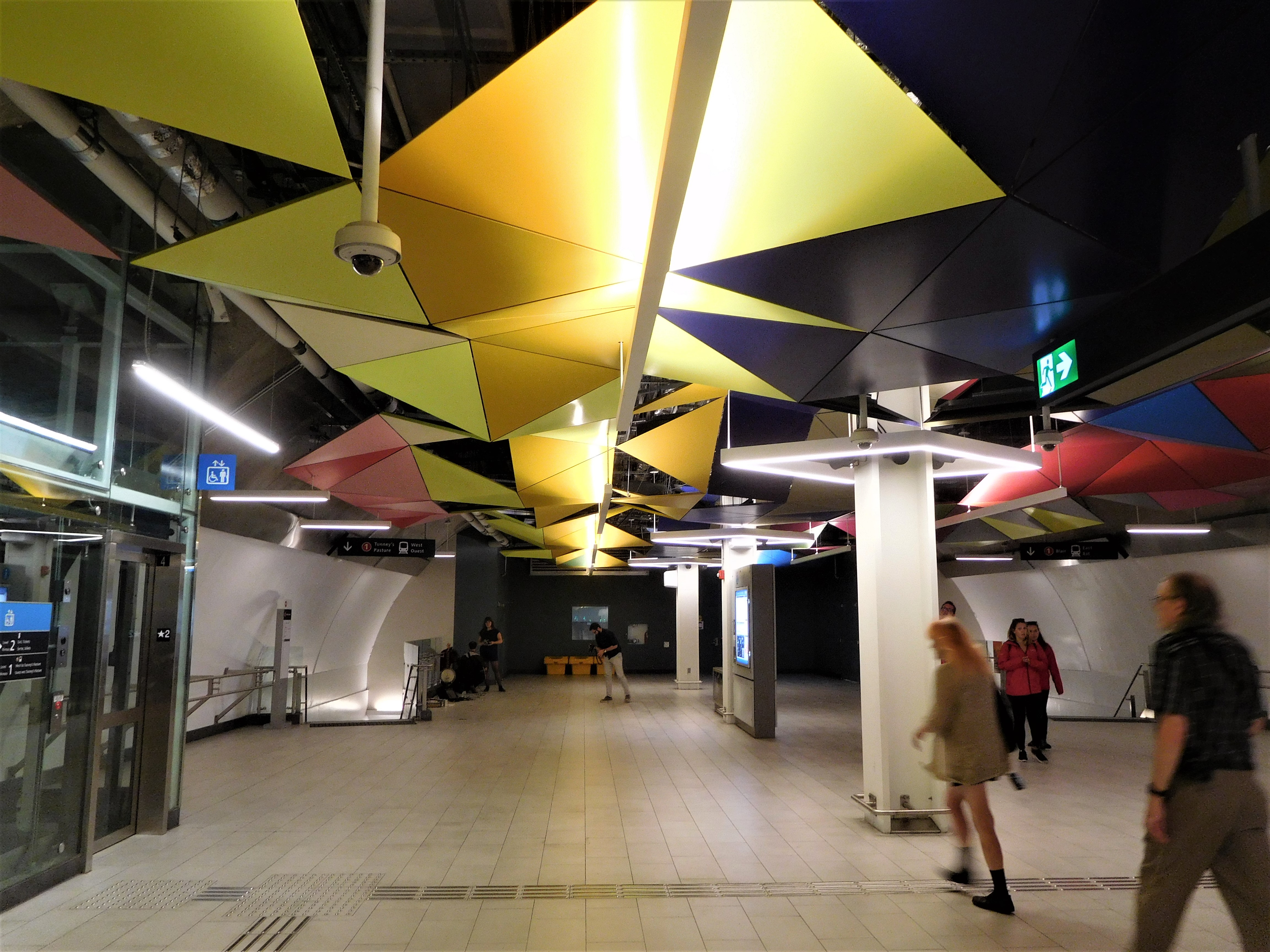
Le plafond de la mezzanine, réalisé par Douglas Coupland, est composé de panneaux colorés rappelant Le Pin de Tom Thomson.

Parlement est une station de métro à quais latéraux. Les quais sont situés à 19 m sous le niveau de la rue.
Au-dessus des quais, une longue mezzanine est aménagée afin de redistribuer les passagers depuis les accès vers les quais et vice-versa. Ce niveau comprend les portillons d'accès et la station de contrôle. La mezzanine est située à 15 m sous la rue.
Un hall intermédiaire est aménagé entre la mezzanine et les accès, afin de relier deux ensembles d'escaliers mécaniques.
La station compte quatre accès, dont deux intégrées à des tours à bureaux existantes. Un accès est aménagé dans le lobby du centre financier Sun Life et deux depuis Heritage Place ― un depuis son rez-de-chaussée et un depuis son sous-sol. Le quatrième accès est aménagé dans un édicule sur un trottoir de la rue Queen.
La station présente deux œuvres. La première, Lone Pine Sunset de Douglas Coupland, est une installation au plafond de la mezzanine de panneaux aux couleurs vives inspirée de la toile Le Pin de Tom Thomson. La seconde, intitulée Trails: home and away et réalisée par Jennifer Stead, est une série d'écrans métalliques situés entre les deux voies au niveau des quais.

## Histoire
La station est nommée Downtown east (« Centre-ville est ») lors de la phase de planification,.